# El manicomio de los Daleks
El manicomio de los Daleks (Asylum of the Daleks) es el primer episodio de la séptima temporada moderna de la serie británica de ciencia ficción Doctor Who, emitido originalmente el 1 de septiembre de 2012. Supuso la primera aparición (por sorpresa, ya que no se anunció en ningún momento) de Jenna-Louise Coleman interpretando a una de las versiones de Clara Oswald, llamada Oswin Oswald.

## Argumento
El Undécimo Doctor es atraído a las ruinas de Skaro, planeta de los Daleks, por una "marioneta" humanoide Dalek, Darla, que le teletransporta a la nave espacial en la que se encuentra el Parlamento de los Daleks. Allí se reúne con Amy Pond y Rory Williams, que han sido secuestrados de forma similar de la Tierra moderna, justo cuando Amy acaba de firmar los papeles de divorcio. El primer ministro Dalek explica que tiene un planeta conocido como el Manicomio, donde mantienen encerrados a los Daleks que se han vuelto demasiado locos para controlarlos. No desean matarlos, ya que destruir tal pureza contravendría a su idea de "belleza", para la repulsión del Doctor. Los Daleks han recibido una transmisión de la Habanera de Carmen de Bizet que proviene del corazón del manicomio. El Doctor hace contacto con la fuente de la transmisión: una mujer llamada Oswin Oswald, que dice que era una jefa júnior de Entretenimiento del crucero estelar Alaska, que se estrelló en el Manicomio. Oswin dice que lleva atrincherada resistiendo los ataques de los Daleks un año, ocupando el tiempo haciendo soufflés, lo que intriga al Doctor al preguntarse de dónde saca la leche y los huevos. El accidente ha quebrado el escudo del manicomio, con el riesgo de que los internos escapen del planeta. Para evitarlo, el Parlamento desea destruir el planeta a control remoto, pero el campo de fuerza no está lo suficientemente roto para permitirlo, y sólo se puede desactivar desde dentro del manicomio, pero los Daleks tienen miedo de llevar a cabo la tarea ellos mismos, así que obligan al Doctor, Amy y Rory a hacerlo por ellos.
Los tres reciben unos brazaletes que les protegerán de la nube de nanogenes del planeta, que sin esa protección les convertiría en marionetas Dalek sirvientes del sistema de seguridad del planeta, y después les empujan a través de la brecha del campo de fuerza hacia la superficie del planeta por un túnel de gravedad. El Doctor y Amy aterrizan cerca uno del otro, y les encuentra Harvey, otro superviviente del Alaska. Rory, sin embargo, cae al fondo de una gran sima en el Manicomio. Allí, despierta accidentalmente a algunos de sus habitantes, pero Oswin le guía a lugar seguro, tras acceder a los ordenadores. Mientras tanto, Harvey lleva al Doctor y Amy hasta su módulo de escape en el Alaska, donde les ataca tras revelar que es una marioneta Dalek convertido por la nube de nanogenes. Un destino similar le ha ocurrido a los cadáveres de los otros supervivientes del Alaska, que se reaniman y atacan al Doctor y Amy, robando el brazalete de esta último justo antes de que Oswin les salve y les guíe hacia Rory a través de una escotilla en el fondo del módulo. Ahora desprotegida de los nanogenes, Amy empieza a ser convertida poco a poco, experimentando pérdidas de memoria y alucinaciones.
El Doctor adivina que los Daleks destruirán el planeta tan pronto como desactiven el campo de fuerza, pero se da cuenta de que el escondite de Rory es un telepad, con el que pueden teletransportarse de vuelta hacia el Parlamento Dalek. Oswin accede a desactivar el campo de fuerza a cambio de que el Doctor venga a salvarla. Mientras el Doctor está de camino, Rory intenta darle a Amy su brazalete. El Doctor había dicho que el amor ralentizaría la conversión en marioneta, así que Rory afirma que él se convertiría más despacio porque siempre amó a Amy más que ella le amó a él, mencionando sus 2000 años de vigilia en El Big Bang. Amy, enfurecida, le replica que él le ama igual, pero que renunció a él porque se quedó estéril por los eventos de Un hombre bueno va a la guerra, y así no podría darle los hijos que ella sabe que él siempre deseó. Los dos se dan cuenta de que el Doctor había colocado su propio brazalete en ella sin decírselo, posiblemente para que hablaran de sus sentimientos.
Mientras tanto, el Doctor va de camino hacia Oswin, entrando en la "sección de cuidados intensivos", en la que están los Daleks que sobrevivieron a sus encuentros con él. Comienzan a reactivarse, pero Oswin le salva al borrar al Doctor del conocimiento colectivo de los Daleks, dejándoles sin ningún recuerdo suyo. El Doctor entra en la habitación de Oswin, sólo para descubrir para su horror que ella es un Dalek. Oswin había sido capturada por los Daleks tras llegar al Manicomio y, para preservar su nivel de inteligencia de genio al servicio de los Daleks, la convirtieron del todo en Dalek en lugar de una marioneta estándar. Sin poder soportar su conversión, su mente se retrajo a un mundo de fantasía en el que sobrevivía como humana. Ante esta revelación, la personalidad Dalek está a punto de poseerla del todo y avanza amenazadora hacia el Doctor gritando "¡Exterminar!", pero aún posee emociones humanas y no puede matarle. Su confrontación hace que el Doctor recuerde los muchos desarrollos que han hecho los Daleks, incluyendo el Parlamento y una nueva diversidad, en miedo a él. Oswin cumple entonces su promesa de desactivar el campo de fuerza, haciéndole la petición de que le recuerde como la humana que era, con la frase "Corre, chico listo, y recuerda" al mismo tiempo que mira hacia la cámara rompiendo la cuarta pared, como si su personaje fuese especial respecto de los otros. El Doctor vuelve corriendo con Amy y Rory y se teletransportan de vuelta a la TARDIS antes de que el planeta sea destruido. Los Daleks no pueden recordar al Doctor al haber sido borrado de su inteligencia colectiva. El contento Doctor se marcha de la nave y devuelve a Amy y Rory, ya reconciliados, de vuelta a casa, y después se marcha en solitario, repitiendo con deleite la pregunta que le hizo el Parlamento Dalek: "¿Doctor qué?" ("Doctor Who?").

### Continuidad
Algunos de los Daleks son supervivientes de enfrentamientos anteriores con el Doctor en Spiridon (Planet of the Daleks), Kembel (Mission to the Unknown y The Daleks' Master Plan), Exxilon (Death to the Daleks), Aridius (The Chase), y Vulcan (The Power of the Daleks). En su discurso de apertura, Darla menciona cómo el Doctor fingió su propia muerte en El astronauta imposible y La boda de River Song. Los nanogenes se mencionaron por primera vez en la historia formada por El niño vacío y El Doctor baila, también obra de Moffat. En el discurso de despedida en el Parlamento, el Doctor menciona uno de sus sobrenombres, "La Tormenta que viene", mencionado por primera vez en El momento de la despedida. La pregunta final de "¿Doctor qué?", a pesar de ser una referencia al título de la serie, es "la pregunta que no debe ser respondida" que Dorium hace al final de La boda de River Song, y es uno de los arcos argumentales de la temporada.

## Producción

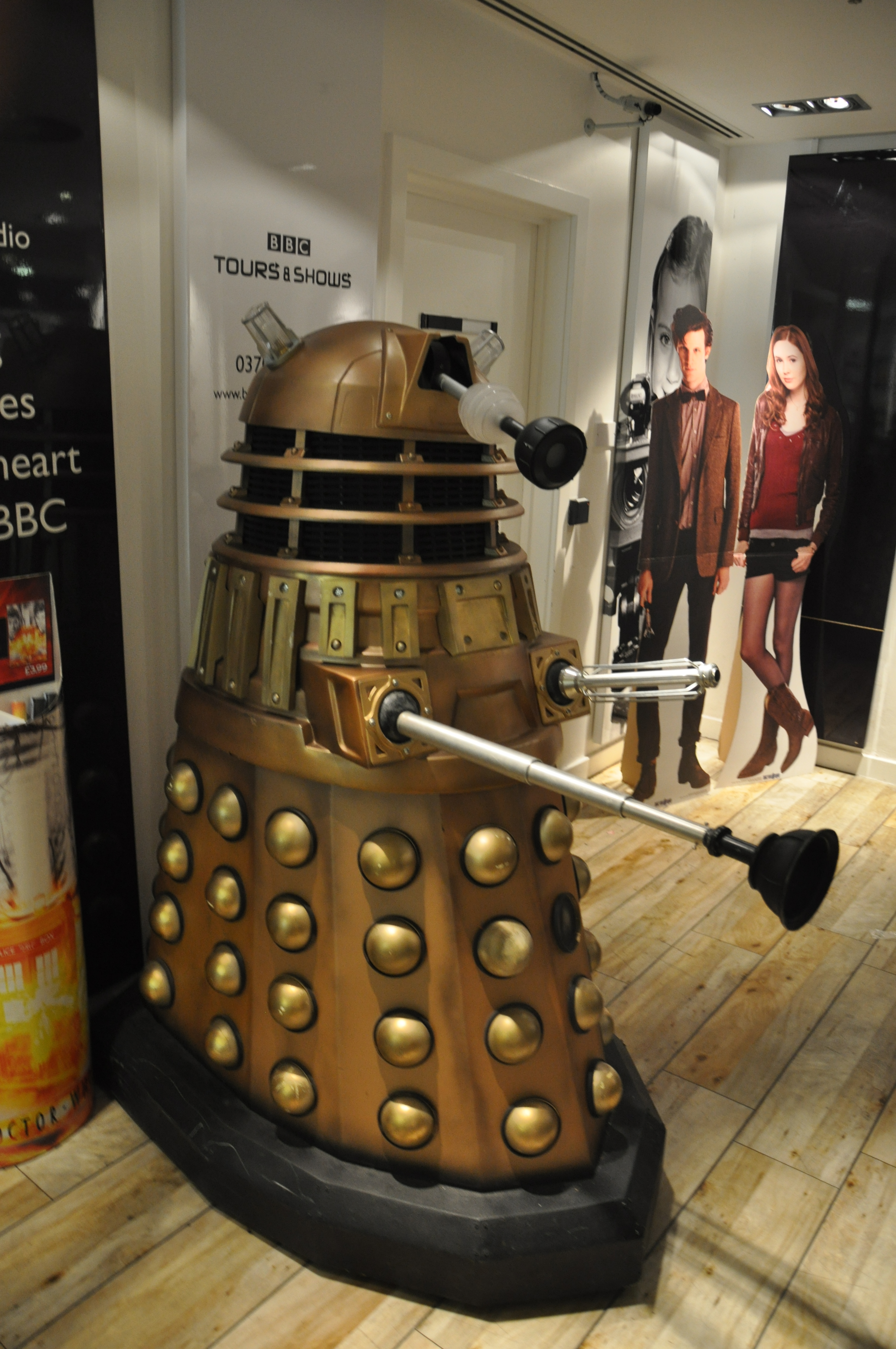
En El Manicomio de los Daleks aparecieron muchas versiones de los Daleks a lo largo de los 50 años de la serie, y la intención era que volvieran a ser aterradores.

El productor ejecutivo Steven Moffat anunció en 2011 que pretendía darle un "descanso" a los Daleks. La razón era que Moffat pensaba que sus apariciones tan frecuentes les hacían "los enemigos más fácilmente derrotables del universo". Moffat dijo que los Daleks eran recordados por ser aterradores, pero por su legado como icónicos británicos se habían hecho "adorables" a lo largo de los años y se había olvidado su verdadera amenaza; Asylum pretendía que volvieran a ser aterradores, al recordar al público sus intenciones. Pensó que la verdadera forma de hacerlo sería mostrar Daleks considerados aún más locos de lo normal. Gillan admitió que nunca le habían asustado los Daleks antes de trabajar en el episodio. También fue la primera historia Dalek que Moffat escribió para el programa, diciendo que "no podía resistirse" a la oportunidad.
En marzo de 2012, se anunció que Jenna-Louise Coleman reemplazaría a Gillan y Darvill como la siguiente acompañante, apareciendo por primera vez en Los hombres de nieve. Fue la idea de Moffat que apareciera en El Manicomio de los Daleks como el personaje de Oswin; no estaba previsto originalmente, y Coleman supuso que era parte de su audición al principio para ver qué personaje le iba mejor. Quería que su aparición fuera un secreto, y Moffat le dio las gracias a la prensa y los fanes por que no se filtrara. Las escenas de Coleman se rodaron en seis días en un decorado cerrado con una pantalla verde en la que interpretó. Si su personaje posterior sería o no el mismo que Oswin no se confirmó en aquel momento, pero su aparición en Los hombres de nieve dejó claro que existía una conexión. Coleman interpretó cada versión del personaje como personas independientes con "confianza de que habría una recompensa" a su misterio.
El Manicomio de los Daleks contiene muchos de los tipos de Daleks que el Doctor se ha encontrado a lo largo de los años, incluyendo el arma especial Dalek de la historia de 1988 Remembrance of the Daleks. Según el Daily Telegraph, el equipo de producción localizó los modelos que quedaban de los Daleks antiguos y los envió a los estudios de Cardiff, incluyendo un Dalek prestado por Russell T Davies, el predecesor de Moffat. La productora ejecutiva Caroline Skinner conocía a Davies muy bien y le pidió prestada su réplica. Ella dijo que él quedó "emocionado" de que la misma fuera canonizada. El total de Daleks diferentes era en torno a 25, con modelos de entre 1963 y 2010; Skinner dijo que "había algo mágico y de sentido de historia en tenerlos". Moffat estaba preocupado sobre qué apariencia tendrían los diferentes Daleks juntos, pero quedó encantado una vez que los vio, comentando que esa diversidad les hizo parecer una especie, en lugar de robots diferentes. Muchos modelos se construyeron de cero. Las escenas de nieve en el planeta del manicomio se rodaron en España, en Sierra Nevada, durante el rodaje de Un pueblo llamado Misericordia. El logo de Doctor Who en el título tenía la textura de un Dalek, la primera de las cinco decoraciones temáticas que tuvieron las secuencias de apertura de los cinco episodios de la primera parte de la temporada.

## Emisión y recepción
Las mediciones nocturnas de audiencia mostraron que 6,4 millones de espectadores vieron el episodio, la audiencia nocturna más baja para un episodio de estreno de la temporada. Sin embargo, los patrones de espectadores indican que cada vez menos gente ve Doctor Who en directo, y fue lo más visto en su horario de emisión. Las mediciones definitivas fueron de 8,33 millones de espectadores, el tercer programa más visto de la semana en BBC One. Tuvo una puntuación de apreciación de 89, la más alta para un episodio de apertura de Doctor Who.
El Manicomio de los Daleks recibió una respuesta positiva de la crítica. Dan Martin de The Guardian alabó "el guion" de Moffat "lleno de momentos inesperados y diálogo vivaz" y la dirección de Nick Hurran. Martin también notó que "ocurrió más en el episodio de apertura que lo que se ha cubierto en las más recientes historias en dos partes, y se trató además con mucha más profundidad". También le gustó que la ambientación del manicomio pudiera explorar a los Daleks mientras lo hacía reminiscente de la serie clásica. Gavin Fuller del Daily Telegraph le dio 4 estrellas sobre 5, describiéndolo como una "apertura segura" y destacando la idea y diseño del manicomio. Particularmente alabó a Coleman, a la que llamó "la estrella del episodio". Michael Hogan, también para el Daily Telegraph, le dio a El Manicomio de los Daleks una nota ligeramente mayor de 4,5 estrellas sobre 5, alabando también a Coleman, así como los muchos detalles del guion.
Neela Debnath de The Independent comentó positivamente la exploración continua del programa a los Daleks y el "tono más adulto", alabando la interpretación de los tres protagonistas. Patrick Mulkern de Radio Times dijo que "le tocó todas sus fibras de fan de Doctor Who de más de 40 años en la brecha", describiéndolo como "inteligente, rápido, divertido, misterioso, sorprendente y lacrimógeno". Nick Setchfield de SFX le dio al episodio 5 estrellas sobre 5, llamándolo una "apertura de temporada fuerte y cinemáticamente pensada" que tuvo éxito en hacer a los Daleks aterradores. También alabó el debut de Coleman, la interpretación de Smith, los efectos especiales y la subtrama emocional de Amy y Rory. Charlie Jane Anders de io9 notó que la trama "es sobre todo una simple excusa para explorar la relación continuada del Doctor con los Daleks, y para mostrar lo triste que se ha vuelto". Tanto Anders como Mulkern (el último citando a la veterana de Doctor Who Katy Manning) notaron que la fascinación de Oswin con los huevos ("eggs" en inglés) que necesitaba para hacer soufflés, es en realidad un truco mental para bloquear el condicionamiento de "exterminar" ("eggs-terminate"); este recurso literario se anticipa a lo largo del episodio como una serie de pistas sutiles, como Rory confundido por un Dalek dormido, que inicialmente malinterpreta como diciendo "huevos" ("eggs").
Morgan Jeffery de Digital Spy también le dio 5 estrellas, aunque pensó que la ruptura de Amy y Rory era "un poco difícil de creer" ya que se resolvió rápidamente, incluso aunque la situación se "llevó con sensibilidad" y "se interpretó hábilmente". Keith Phipps de The A.V. Club le dio a El Manicomio de los Daleks una nota de Notable alto, escribiendo también que tenía una "pega" con el asunto del matrimonio de los Pond ya que no se había anticipado, pero al final sintió que el episodio "arranca la temporada con un gran comienzo, a la vez que crea el sentido de que cualquier cosa puede pasar". Matt Risley de IGN le dio al episodio un 8,5 sobre 10, encontrando que el "único fallo" fue que "le pareció menos un cuento sobre los Daleks que una aventura en la que ellos simplemente pasaban por allí". Maureen Ryan del Huffington Post pensó que era un "comienzo de temporada bárbaro" que redimía a los Daleks de La victoria de los Daleks. Aunque elogió la interpretación de Gillan y Darvill durante la confrontación emocional de Amy y Rory, señaló que ellos no eran una pareja que fuera a romper a causa de la infertilidad.
El episodio fue nominado a los Premios Hugo 2013 en la categoría de mejor presentación dramática en forma corta, donde también fueron nominados Los ángeles toman Manhattan y Los hombres de nieve.